# Mecaphesa persimilis
Mecaphesa persimilis es una especie de araña cangrejo del género Mecaphesa, familia Thomisidae, orden Araneae.

## Distribución
Esta especie se encuentra en El Salvador.

## Taxonomía
Fue descrita científicamente por Kraus en 1955.
Tratamiento taxonómico
La especie aparece registrada y publicada en Spinnen aus El Salvador (Arachnoidea, Araneae). Abhandlungen der Senckenbergischen Naturforschenden Gesellschaft 493: 1–112.